# باشگاه فوتبال ولینگتون فونیکس
ولینگتون فونیکس (به انگلیسی: Wellington Phoenix Football Club) یک باشگاه فوتبال حرفه‌ای است که در شهر ولینگتون در نیوزلند قرار دارد. این باشگاه هم‌اکنون در ای-لیگ بازی می‌کند.

## ورزشگاه
این ورزشگاه با هزینه ١٣٠ میلیون دلار در سال ١٩٩٩ توسط ساخت و ساز فلچر ساخته شده‌است و نزدیک به امکانات حمل و نقل عمومی (مانند ایستگاه راه آهن) می‌باشد.

## نگارخانه

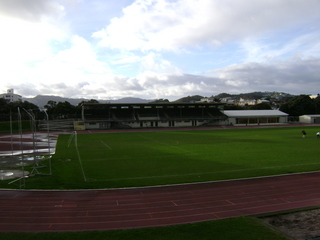
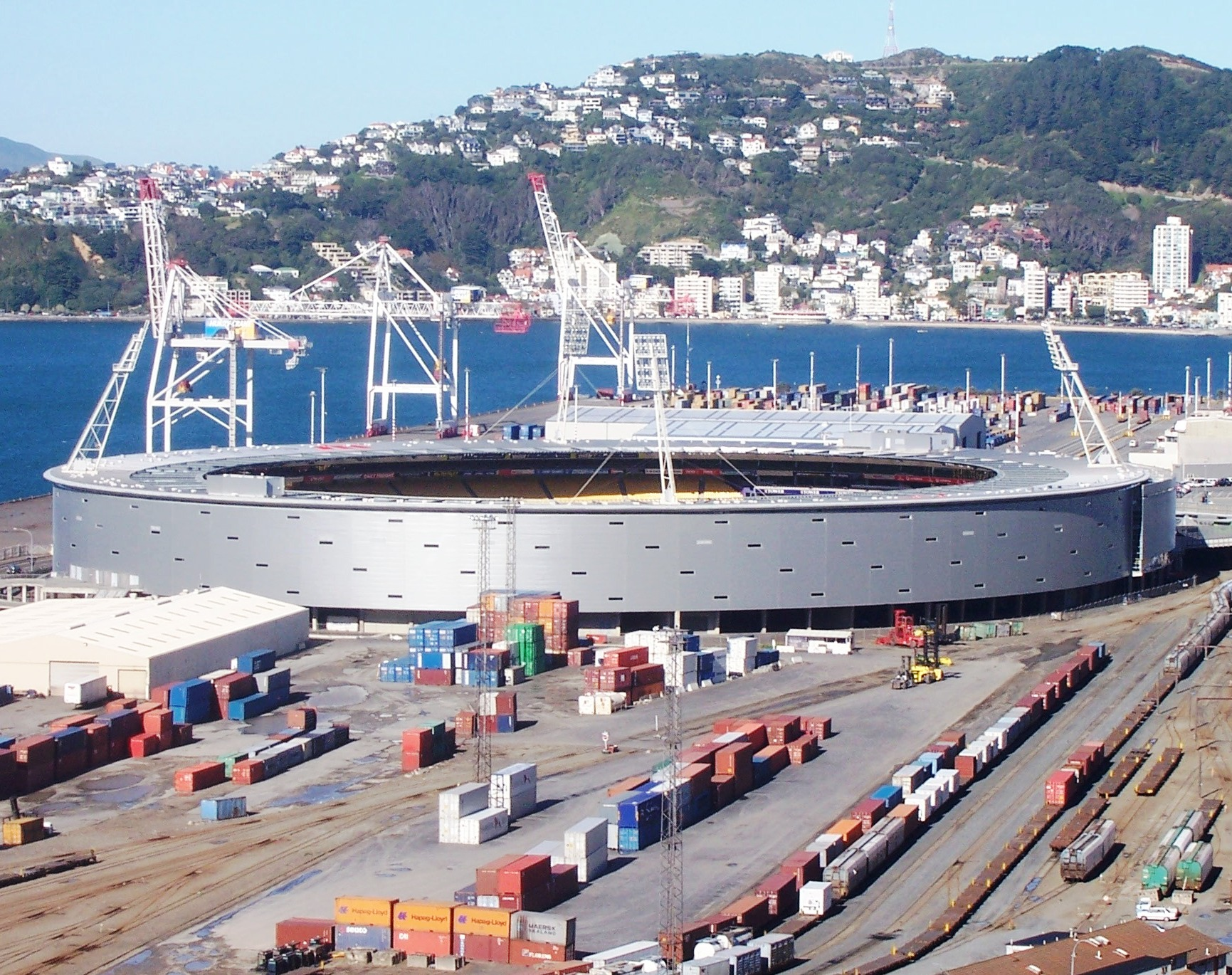
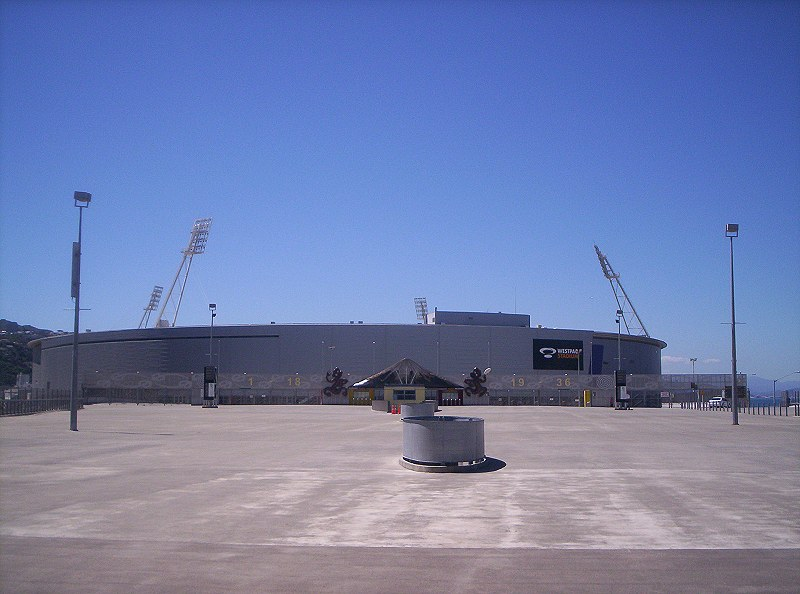